# Secretaría de Estado de Agricultura y Alimentación
La Secretaría de Estado de Agricultura y Alimentación es el órgano superior del Ministerio de Agricultura, Pesca y Alimentación que, bajo la dependencia directa del ministro, propone y coordina las políticas del Departamento referentes a las actuaciones, objetivos y programas encaminados al desarrollo del medio rural.

## Historia

### Antecedentes
Podemos encontrar un primer antecedente indirecto con este nivel orgánico en la Secretaría de Estado de Alimentación, un órgano de la Administración General del Estado que entre 1981 y 1982 asumió competencias del departamento en materia de política alimentaria y de supervisión de las industrias agrarias y alimentarias. Este órgano no poseía, sin embargo, competencias directas sobre la agricultura, que por aquel entonces eran responsabilidad de la Subsecretaría de Agricultura y Conservación de la Naturaleza.
Posteriormente, dos décadas después, en 2008, encontramos otro antecedente indirecto al crearse una Secretaría de Estado de Medio Rural y Agua que, si bien tenía muchas más competencias, sí que concentraba en ella competencias sobre agricultura y alimentación. Este órgano existió hasta finales de 2011.
Sin embargo, el antecedente directo de este órgano es la Secretaría General de Agricultura y Alimentación, un órgano directivo con rango de Subsecretaría que, con algunas interrupciones, ha asumido las competencias sobre agricultura, alimentación, industria alimentaria y desarrollo rural del Departamento desde 1996.

### Secretaría de Estado
Por Real Decreto 829/2023, de 20 de noviembre, se constituyó la Secretaría de Estado de Agricultura y Alimentación como un órgano superior del Departamento, un hecho poco común puesto que, salvo cuando ha tenido competencias medioambientales, el Ministerio de Agricultura no ha tenido órganos superiores salvo el mencionado caso de la Secretaría de Estado de Alimentación. Este hecho fue celebrado por la prensa especializada, así como por el propio ministro de Agricultura, Luis Planas, que calificó el hecho ante el Pleno del Senado, en su comparecencia del 21 de noviembre, como el primer paso para desarrollar una Estrategia Nacional de Alimentación.
A pesar de las buenas intenciones, algunos medios criticaron la creación de este órgano por considerar que quedó vacío de competencias, pues el grueso de las competencias agrícolas y alimentarias pasaron a la Secretaría General de Recursos Agrarios y Seguridad Alimentaria, dependiente directamente del ministro, mientras que esta Secretaría de Estado se compuso únicamente de la Dirección General de Desarrollo Rural, Innovación y Formación Agroalimentaria.

## Estructura
De la Secretaría de Estado dependen los siguientes órganos:
- La Dirección General de Desarrollo Rural, Innovación y Formación Agroalimentaria.
  - La Subdirección General de Programación y Coordinación.
  - La Subdirección General de Innovación y Digitalización.
  - La Subdirección General de Dinamización del Medio Rural.
  - La Subdirección General de Regadíos, Caminos Naturales e Infraestructuras Rurales.

### Organismos adscritos
- El Órgano de coordinación del Sistema de Conocimiento e Innovación en Agricultura.

La Secretaría de Estado de Agricultura y Alimentación ejerce la tutela de la Sociedad Estatal de Infraestructuras Agrarias (SEIASA, S.M.E.) y la coordinación de las relaciones institucionales y la actuación del Departamento en relación con esta.

## Titular
- Begoña García Bernal (2023-)[9]